# Алмас
Алмас (азерб. Almaz) — радянська кінодрама 1936 року, знята на кіностудії «Азерфільм», є екранізацією однойменної п'єси Джафара Джаббарли. Фільм увійшов в історію як останній німий фільм Азербайджанської РСР.

## Сюжет
1930 рік, віддалене гірське село. У село влаштувалася працювати молода вчителька Алмас, яка зіткнулася з перешкодами і проблемами, що стоять перед затвердженням радянських ідеалів, адже жителі села дотримуються старих традицій та чинять опір колективізації.

## У ролях
- Іззат Оруджова — Алмас
- Окума Курбанова — Яхши
- Хейрі Емір-Заде — Карім
- Алі-Саттар Меліков — Барат
- Алекпер Гусейн-заде — Гаджи Ахмед
- Ісмаїл Ідаят-заде — начальник сільради
- Панфілія Танаїліді — Фатмаїса
- Алі Курбанов — Автіл<
- Азіза Мамедова — Теллі
- Мірза Алієв — директор школи Самандар
- Алескер Алекперов — Фуад
- Ахмед Гамаринський — робітник сільради Балаоглан
- Рза Тахмасіб — лікар
- Зейнаб Казімова — начальник комісії

## Знімальна група
- Режисер — Ага-Рза Кулієв
- Сценарист — Григорій Брагинський
- Оператори — Аскер Ісмаїлов, Іван Фролов
- Композитори — Ніязи Ніязі, Зульфугар Гаджибеков
- Художник — Віктор Аден